# Kardynałowie brazylijscy
Aktualnie zawiera spis wszystkich kardynałów z Brazylii.

## Indeks
A B C Ć D E F G H I J K L Ł M N O P R S Ś T U V W Z Ż Ž

## A
- Agnelo, Geraldo Majella (19 października 1933 – 26 sierpnia 2023) – kreowany przez Jana Pawła II 21 lutego 2001
- Araújo, Serafim Fernandes de (ur. 13 sierpnia 1924) – kreowany przez Jana Pawła II 21 lutego 1998
- Arns, Paulo Evaristo (14 września 1921 – 14 grudnia 2016) – kreowany przez Pawła VI 5 marca 1973

   (wróć do indeksu)

## B
- Brandão Vilela, Avelar (13 czerwca 1912 – 19 grudnia 1986) – kreowany przez Pawła VI 5 marca 1973
- Braz de Aviz, João (ur. 24 kwietnia 1947) – kreowany przez Benedykta XVI 18 lutego 2012

   (wróć do indeksu)

## C
- Câmara, Jaime de Barros (3 lipca 1894 – 18 lutego 1971) – kreowany przez Piusa XII 18 lutego 1946
- Cavalcanti, Joaquim Arcoverde de Albuquerque (17 stycznia 1850 – 18 kwietnia 1930) – kreowany przez Piusa X 11 grudnia 1905
- Costa, Paulo Cezar (ur. 20 lipca 1967) – kreowany przez Franciszka 22 sierpnia 2022

   (wróć do indeksu)

## D
- Damasceno Assis, Raymundo (ur. 15 lutego 1937) – kreowany przez Benedykta XVI 20 listopada 2010

   (wróć do indeksu)

## E

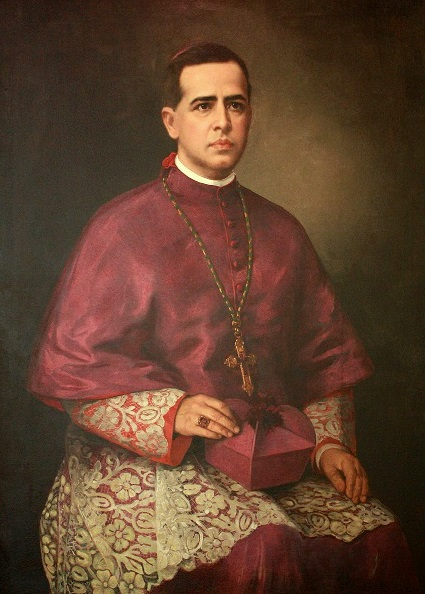
Joaquim Arcoverde de Albuquerque Cavalcanti

(wróć do indeksu)

## F
- Freire Falcão, José (ur. 23 października 1925) – kreowany przez Jana Pawła II 28 czerwca 1988

   (wróć do indeksu)

## G
(wróć do indeksu)

## H
- Hummes, Cláudio (8 sierpnia 1934 – 4 lipca 2022) – kreowany przez Jana Pawła II 21 lutego 2001

   (wróć do indeksu)

## I
(wróć do indeksu)

## J
(wróć do indeksu)

## K
(wróć do indeksu)

## L
- Leme da Silveira Cintra, Sebastião (20 stycznia 1882 – 17 października 1942) – kreowany przez Piusa XI 30 czerwca 1930
- Lorscheider, Aloísio (8 października 1924 – 23 grudnia 2007) – kreowany przez Pawła VI 24 maja 1976

   (wróć do indeksu)

## M
- Motta, Carlos Carmelo de Vasconcellos (16 lipca 1890 – 18 września 1982) – kreowany przez Piusa XII 18 lutego 1946

   (wróć do indeksu)

## N
- Neves, Lucas Moreira (16 września 1925 – 8 września 2002) – kreowany przez Jana Pawła II 28 czerwca 1988

   (wróć do indeksu)

## O

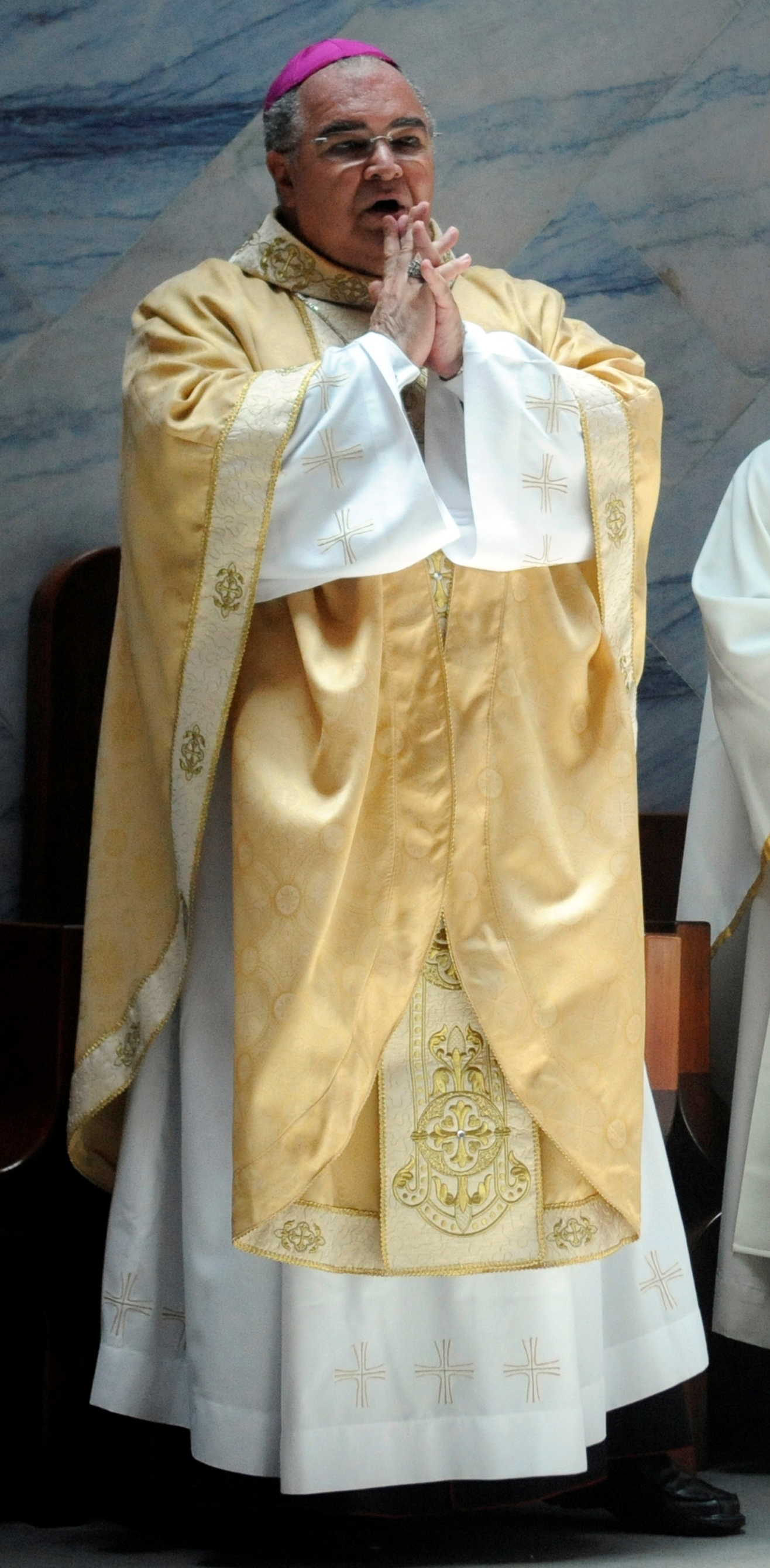
Orani João Tempesta

(wróć do indeksu)

## P
(wróć do indeksu)

## R
- Rocha, Sérgio da (ur. 21 października 1959) – kreowany przez Franciszka 19 listopada 2016
- Rossi, Agnelo (4 maja 1913 – 21 maja 1995) – kreowany przez Pawła VI 22 lutego 1965

   (wróć do indeksu)

## S
- Sales, Eugênio de Araújo (8 listopada 1920 – 9 lipca 2012) – kreowany przez Pawła VI 28 kwietnia 1969
- Scheid, Eusébio Oscar (ur. 8 grudnia 1932) – kreowany przez Jana Pawła II 21 października 2003
- Scherer, Alfredo Vicente (5 lutego 1903 – 8 marca 1996) – kreowany przez Pawła VI 28 kwietnia 1969
- Scherer, Odilo Pedro (ur. 21 września 1949) – kreowany przez Benedykta XVI 24 listopada 2007
- Silva, Augusto Álvaro da (8 kwietnia 1876 – 14 sierpnia 1968) – kreowany przez Piusa XII 12 stycznia 1953
- Spengler, Jaime O.F.M. (ur. 6 września 1960) – kreowany przez Franciszka 7 grudnia 2024
- Steiner, Leonardo Ulrich (ur. 11 listopada 1956 – kreowany przez Franciszka 27 sierpnia 2022

   (wróć do indeksu)

## T
- Tempesta, Orani João (ur. 23 czerwca 1950) – kreowany przez Franciszka 22 lutego 2014

   (wróć do indeksu)

## U
(wróć do indeksu)

## V
(wróć do indeksu)

## W
(wróć do indeksu)

## Z
(wróć do indeksu)